# Sinus du tronc pulmonaire
Les sinus du tronc pulmonaire sont les trois dilatations bulbaires situées entre la paroi du tronc pulmonaire et la partie concave des valvules de la valve du tronc pulmonaire. 

## Structure
Les sinus du tronc pulmonaire sont situés dans la racine du tronc pulmonaire juste au-dessus des cuspides de la valve du tronc pulmonaire et de l'anneau pulmonaire. Elles sont au nombre de trois : le sinus droit, le sinus gauche et le sinus antérieur.
Ils sont moins volumineux que les sinus aortiques avec une profondeur de 5 à 10 mm chez l'adulte.
La transition entre les sinus aortiques et l'aorte ascendante se fait au niveau de la jonction sino-tubulaire.

## Anatomie fonctionnelle
Les sinus du tronc pulmonaire joue un rôle hémodynamique en facilitant le mouvement des cuspides. 

## Aspects cliniques
Les sinus de l'aorte peuvent être rarement le siège d'anévrismes et être impliqués dans certaine malformations congénitales comme dans la sténose pulmonaire congénitale, l'atrésie pulmonaire ou la tétralogie de Fallot.
Les sinus aortiques peuvent être explorés par échocardiographie, scanner cardiaque et IRM.